# Марія Гепперт-Маєр
Марі́я Ге́пперт-Ма́єр (нім. Maria Goeppert-Mayer; 28 червня 1906, Катовиці, Німецька Імперія — 20 лютого 1972, Сан-Дієго, США) — видатна фізикиня, одна з небагатьох жінок-лауреаток Нобелевскої премії з фізики (пів-премії за 1963 рік, разом з Гансом Єнсеном «за відкриття, що стосуються оболонкової структури ядра»).

## Біографія
Марія була єдиною дитиною в сім'ї професора педіатрії Фрідріха Гепперта та вчительки мови та літератури Марії Гепперт. У 1910 році сім'я переїхала до Геттінгена, де батько став професором педіатрії в Геттінгенському університеті. З ранніх років Марія була оточена студентами та викладачами університету, такими інтелектуалами як Енріко Фермі, Вернер Гейзенберг, Поль Дірак та Вольфганг Паулі. У 1924 році склала вступний іспит в університет (Abitur) і була прийнята туди. Слухала лекції, в тому числі і в Макса Борна, Джеймса Франка та Адольфа Отто Рейнольд-Віндгауза. У 1930 році одружилася зі співробітником Джеймса Франка — Джозефом Едвардом Маєром. Незабаром вони переїхали в США — на батьківщину Маєра.

## Наукова діяльність
З 1931 по 1939 рік Гепперт-Маєр безкоштовно викладала в Університеті Джонса Гопкінса в Балтиморі, а з 1940 по 1946 роки — в Колумбійському університеті. Після цього викладала в Чиказькому університеті. Отримати оплачену роботу було неможливо, з одного боку через велику депресію, а з іншого — через зайнятість у тих же університетах, де її чоловік був професором, і її могли звинуватити у використанні родинних зв'язків. У 1940 році видала спільно з чоловіком книгу «Статистична механіка».
Після утворення Аргонської національної лабораторії в 1946 році Гепперт-Маєр запропонували роботу на півставки старшою науковою співробітницею у відділі теоретичної фізики. Якраз у цей період вона розробила оболонкову модель ядра, за яку отримала пізніше Нобелівську премію з фізики.
Модель Гепперт-Маєр пояснювала існування магічних чисел у фізиці ядра тим фактом, що елементи з атомними масами 2, 8, 20, 28, 50, 82 та 126 стабільніші за сусідів у періодичній таблиці. Природа цього пояснення полягає в спін-орбітальній взаємодії нуклонів, в результаті чого в ядрі утворювалися оболонки з можливою кількістю нуклонів 2, 6, 10 і ін. При заповненні чергової оболонки виходить надзвичайно стабільна конфігурація ядра. За її власним описом:
Уявіть собі кімнату з парами, що вальсують. Припустимо, що вони вальсують в кімнаті колами, одні з яких лежать всередині інших. Тепер уявіть, що ви можете розмістити на одне коло дві пари, якщо одна з них буде описувати коло за годинниковою стрілкою, а друга проти годинникової стрілки. Тепер додамо таке — нехай пари, рухаючись по колу, крім того крутяться навколо своєї осі. Проте не всі пари з тих, що описують коло за годинниковою стрілкою, також обертаються за годинниковою стрілкою — деякі обертаються проти годинникової стрілки. Те ж саме протікає і з парами, які описують коло проти годинникової стрілки, — деякі обертаються за годинниковою стрілкою, а інші проти годинникової.
Приблизно в той же час незалежно від неї німецький фізик Ганс Єнсен побудував таку ж теорію оболонкової моделі ядра. У 1955 році вони спільно написали книгу «Елементарна теорія оболонкової моделі ядра». Після нагородження Нобелівською премією в 1963 році Гепперт-Маєр сказала: «Зробити роботу було вдвічі цікавіше, ніж отримати приз за неї».
У 1935 році Гепперт-Маєр вперше розглянула можливість подвійного бета-розпаду атомних ядер і розрахувала імовірність цього процесу.
Наприкінці 1940-х — початку 1950-х років вона виконала розрахунки з поглинання випромінювання для Едварда Теллера, які, ймовірно, використовувались при конструюванні водневої бомби.
Після смерті Гепперт-Маєр Американське фізичне товариство затвердило нагороду в її честь, яку присуджували молодим жінкам-фізикам на початку наукової кар'єри. Жінка зі ступенем доктора філософії може отримати гроші, а також можливість виступати з лекціями на тему своїх досліджень у чотирьох провідних наукових закладах. Чиказький університет також щорічно присуджує премію видатній молодій жінці-науковцю або інженеру. Каліфорнійський університет у Сан-Дієго проводить щорічний симпозіум імені Гепперт-Маєр, який збирає жінок-дослідниць для обговорення сучасної науки.

## У літературі
Згадується в романі Грегорі Бенфорда «Панорама часів»:
…Гордон пригледівся й упізнав Марію Гепперт-Маєр — єдину жінку на факультеті. Вона недавно перенесла інсульт і тепер з'являлася рідко, переміщуючись коридорами ніби привид. Ліва сторона її тіла була частково паралізована, а мова стала невиразною. Шкіра на обличчі обвисла, вона здавалась дуже втомленою, проте в очах її світився незгасимий інтелект…